# 高橋剛 (音響監督)
高橋 剛（たかはし つよし、1965年7月31日 - ）は、日本の音響監督。フリー。以前は東北新社に所属していた。

## 来歴・人物
大学生時の就職活動中に、吹き替え演出の仕事を知ったことで東北新社に入社。映画『鎧なき騎士』の吹き替え演出がデビュー作となる。
以降はアニメーション作品、吹き替えの演出を多数手がけている。
印象深い演出作品に『死霊のはらわたII』を挙げている。また、この演出を機にホラー映画を担当することが増えたという。また、『ジョーズ』の吹き替えを演出したいという夢があり、ソフト版で実現した。

## 主な参加作品
※特筆のないものは、全て音響監督・演出としての参加。

### テレビアニメ
- B'T-X（1996年）
- 超者ライディーン（1996-1997年）
- LEGEND OF BASARA（1998年）
- とっとこハム太郎（2000-2006年）
- 一騎当千（2003年）
- まほらば〜Heartful days（2005年）
- とっとこハム太郎 は〜い!（2006-2008年）
- ゼロの使い魔（2006年）
- すもももももも 地上最強のヨメ（2006-2007年）
- ゼロの使い魔 〜双月の騎士〜（2007年）
- ネットゴーストPIPOPA（2008年）
- 我が家のお稲荷さま。（2008年）
- ゼロの使い魔 〜三美姫の輪舞〜（2008年）
- ファイト一発! 充電ちゃん!!（2009年）
- そらのおとしもの（2009年）
- GIANT KILLING（2010年）
- そらのおとしものf（フォルテ）（2010年）
- べるぜバブ（2011年）
- アラタカンガタリ〜革神語〜（2013年）
- 新妹魔王の契約者（2015年）
- 波よ聞いてくれ（2020年）
- ひきこまり吸血姫の悶々（2023年）[4]
- ぽんのみち（2024年）[5]

### OVA
- B'T-X NEO（1997年）
- Piaキャロットへようこそ!!2（1998年）
- まじかるカナン（2000年）
- ハム太郎のおたんじょうび 〜ママをたずねて三千てちてち〜（2001年）

### 劇場版アニメ
- 劇場版 とっとこハム太郎 ハムハムランド大冒険（2001年）
- 劇場版 とっとこハム太郎 ハムハムハムージャ! 幻のプリンセス（2002年）
- 劇場版 とっとこハム太郎 ハムハムグランプリン オーロラ谷の奇跡 リボンちゃん危機一髪!（2003年）
- 劇場版 とっとこハム太郎 はむはむぱらだいちゅ! ハム太郎とふしぎのオニの絵本塔（2004年）
- ジュノー（2010年）
- 劇場版 そらのおとしもの 時計じかけの哀女神（エンジェロイド）（2011年）

### 海外映画

#### ビデオ・DVD版
- アビス/完全版（1994年）（追加録音分）
- あなたに降る夢（1995年）
- 不機嫌な赤いバラ（1995年）
- クリムゾン・タイド（1996年）
- レッド・ドラゴン（1996年）
- ハイダウェイ（1996年）
- スクリーム（1997年）
- フェノミナン（1997年）
- 真実の行方（1997年）
- アメリカン・バッファロー（1998年）
- スクリーム2（1998年）
- ハイスクール・ハイ（1998年）
- 闇を見つめる瞳（1998年）
- 蘇える狼（1998年）
- ターミネーター（1998年）
- セイント（1998年）
- 絶体絶命2001（1998年）
- 恋人たちの選択（1999年）
- アイドル・ハンズ（1999年）
- ウィング・コマンダー（1999年）
- ブギーナイツ（1999年）
- 新ゾンビ（1999年）
- 鬼教師ミセス・ティングル（2000年）
- スクリーム3（2000年）
- 親指ウォーズ（2000年）
- 親指タイタニック（2000年）
- ボーイズ・ドント・クライ（2000年）
- ボイスレター（2000年）
- ボガス・ウィッチ・プロジェクト（2000年）
- スノー・ステーション（2000年）
- ストーリー・オブ・ラブ（2000年）
- ウィズアウト・ユー（2000年）
- インビジブル（2001年）
- マイ・スウィート・ガイズ（2001年）
- スパイゲーム（2001年）
- 星願 あなたにもういちど（2001年）
- マルコヴィッチの穴（2001年）
- 愛しのローズマリー（2002年）
- ブラックホーク・ダウン（2002年）
- インプラント（2002年）
- 拳神 KENSHIN（2002年）
- 容疑者（2002年）
- ザ・ブレイン（2002年）
- 8人の女たち（2003年）
- マイノリティ・リポート（2003年）
- アダプテーション（2003年）
- トンケの蒼い空（2003年）
- ドリーム・キャッチャー（2003年）
- クリスティーナの好きなコト（2003年）
- ダークネス（2003年）
- ジョンQ -最後の決断-（2003年）
- H（2004年）
- ヴァン・ヘルシング（2004年）
- セイブ・ザ・ワールド（2004年）
- ソウ（2005年）
- ジョーズ（2005年）
- スパイ・バウンド（2005年）
- アイランド（2005年）
- 世界で一番パパが好き!（2005年）
- 復讐者に憐れみを（2005年）
- ソウ2（2006年）
- ゲス・フー/招かれざる恋人（2006年）
- ゲド〜戦いのはじまり〜（2006年）
- ソウ3（2007年）
- ミスト（2008年）
- ランボー/最後の戦場（2008年）
- センター・オブ・ジ・アース（2008年）
- スカーフェイス（2009年）
- フェイク シティ ある男のルール（2009年）
- アパルーサの決闘（2009年）
- スクリーム4: ネクスト・ジェネレーション（2012年）
- トレジャー・アイランド（2012年）
- アイアン・スカイ（2013年）
- ポリス・ストーリー/レジェンド（2014年）
- サボタージュ（2014年）
- 美女と野獣（2014年）
- ダークスカイズ（2014年）
- セッションズ（2014年）
- アメリカン・スナイパー（2015年）
- アナコンダ vs. 殺人クロコダイル（2015年）
- インターンシップ（2015年）
- フライング・ギロチン（2015年）
- ザ・ヘラクレス（2015年）
- アロハ（2016年）
- クリムゾン・ピーク（2016年）
- 暴走車 ランナウェイ・カー（2016年）
- クランプス 魔物の儀式（2016年）
- ふたつの名前を持つ少年（2017年）
- アナイアレイション -全滅領域-（2018年）
- ダーケスト・マインド（2019年）
- エンド・オブ・ステイツ（2020年）
- ランボー ラスト・ブラッド（2020年）
- ビルとテッドの時空旅行 音楽で世界を救え![6]（2020年）
- アンチャーテッド（2022年）
- ラストナイト・イン・ソーホー（2022年）
- アムステルダム（2022年）
- ノック 終末の訪問者（2023年）
- ザ・ガーディアン/守護者（2024年）
- ビーキーパー[7]（2025年）

#### テレビ版
- 裸の銃を持つ男（時期不明）
- 死霊のはらわたII（1991年）
- リップスティック（1991年）
- ハードカバー/黒衣の使者（1991年）
- ハウリングII: 君の妹は狼女（1991年）
- デッド・カーム/戦慄の航海（1993年）
- ハイランダー2 甦る戦士（1996年）
- チェリー2000（1998年）
- トゥルー・ロマンス（1999年）
- マーズ・アタック!（2000年）
- オーロラの彼方へ（2003年）
- ボーン・アイデンティティー（2003年）
- スペース・カウボーイ（2004年）
- トゥームレイダー（2004年）
- バイオハザード（2004年）
- ボウリング・フォー・コロンバイン（2004年）
- ドリヴン（2005年）
- ザ・リング（2005年）
- ドランクモンキー 酔拳（2005年）
- ライフ・イズ・ワン！ダフル（2005年）
- ボイス（2006年）
- バイオハザードII アポカリプス（2007年）
- ボーン・アルティメイタム（2009年）
- タワーリング・インフェルノ（2013年)
- ランボー/最後の戦場（2013年)
- ウォンテッド（2019年)
- ある日どこかで[8]（2021年）
- 世界にひとつの金メダル[9]（2021年）
- ジョーズ2（2022年)
- ジェイソン・ボーン（2022年)
- ランボー ラスト・ブラッド[10]（2022年）
- 運び屋[11]（2024年）
- ブラック・サイト 危険区域（2024年）

### 海外ドラマ
- ウルトラマンパワード（1993年 - 1994年）
- 刑事ナッシュ・ブリッジス（1997年 - 2001年、2003年 - 2004年）
- サブリナ（2001年 - 2003年）
- ワンだー・エディ（2001年 - 2002年）
- ふたりはお年ごろ（2002年）
- コールドケース 迷宮事件簿（2005年 - ）
- 名探偵ポワロ（2006年 - 2007年）
- 死霊のはらわた リターンズ（2016年 - ）
- ジ・オファー / ゴッドファーザーに賭けた男（2022年）
- イエローストーン（2022年 - ）

### 海外アニメ
- 新くまのプーさん（1989年 - 1995年）
- バットマン（1992年 - 1993年）
- くまのパディントン（1999年）
- ドンキーコング（1999年）
- トレーラー・パーク・ボーイズ: THE ANIMATION（2019年）
- キング・オブ・ザ・ヒル（時期不明）
- ラテン・アメリカの旅 加藤敏、木村絵理子、向山宏志と共同

### その他
- ウルトラビッグファイト 大勝利!ウルトラマンパワード（1994年、演出）